# Anny Mayer-Knoop
Anny Mayer-Knoop (* 25. Februar 1889 in Ludwigslust, Mecklenburg; † nach 1969) war eine deutsche Schriftstellerin.

## Leben
Anny Mayer-Knoop war ausgebildete Krankenschwester. Ihr literarisches Schaffen begann sie mit Erinnerungen an ihre Zeit als Krankenschwester im Ersten Weltkrieg seit 1915. Von 1926 bis 1946 war sie in Breslau, im Glatzer Land und im Eulengebirge tätig. Später lebte sie als Lehrersfrau in Rudolfswaldau, wo sie als die „Herrgottspoetin aus dem Eulengebirge“ galt, die „in Liedern und Erzählungen das lang vergessene Gebiet der Eule zu gestalten versucht“ hat. 1936 veröffentlichte sie in Albendorf ein Weihe-Festspiel von der Albendorfer Wallfahrtsbasilika. In einer ab 1955 durchgeführten Erhebung des „Kulturwerks Schlesien e. V.“ nannte sie als Beruf Schriftstellerin für die Themen „Religion – Heimat – Humor“, „auch Laienspiel“. Einen angekündigten Roman Die Dreikönigsmühle konnte sie offenbar wegen der NS-Kulturpolitik nicht veröffentlichen. 1951 erschien im Hildesheimer Lax-Verlag der Band Käuze aus dem Eulengebirge. Ihren Lebensabend verbrachte sie in einem Altenheim in Brand, damals Landkreis Aachen.
Sie verfasste den Text zu dem Schlesierlied „Es liegt im deutschen Osten, dem Herzen wohlbekannt“.

## Werke
- Weihe-Festspiel von der Albendorfer Wallfahrtsbasilika. Tokarz, o. O. [Albendorf] 1936.
- Der Schwarze Tod von Wünschelburg 1680. Ein schlesisches Hörspiel in sieben Szenen, 1938.[9]
- Für schlesische Heimatabende! Besinnliche und heitere Lieder: Bekannte Melodien, neue Texte. Hildesheim 1949, OCLC 1182797141.
- Käuze aus dem Eulengebirge. Lax, Hildesheim 1951, OCLC 615004362.
- Christrosen. Boppard 1953, OCLC 632917437.